# Niphaea pumila
Niphaea pumila är en tvåhjärtbladig växtart som beskrevs av Boggan och L.E. Skog. Niphaea pumila ingår i släktet Niphaea och familjen Gesneriaceae. Inga underarter finns listade i Catalogue of Life.